# Budak (Gospić)
Budak falu Horvátországban Lika-Zengg megyében. Közigazgatásilag Gospićhoz tartozik.

## Fekvése
Gospićtól 5 km-re északkeletre a Likai-mezőn, a 25-ös számú főút mentén, a Lika partján fekszik.

## Története
Birtokosa a középkorban a Budački család volt. Ők építették fel a falutól északra, a mai Mušaluk határában álló Budak (mai elnevezésével Bešić) várát. A Budački család a közelgő török veszély elől északra Károlyváros közelébe a Kupa mellé menekült és ott felépítették Újbudak várát. E vidéket 1527-ben foglalta el a török. Területe csak 1689-ben szabadult fel a több mint 160 évi török megszállás alól. 1691-ben a török elleni felszabadító harc hőse Marko Mesić Budakra horvátokat telepített le és megalapította az itteni Szent József plébániát. Első templom 1700-ban még fából épült, melyet 1723-ban kőből építettek át. 1771-ben a Likán hidat építettek, ezzel lehetővé vált a település további terjeszkedése. 1842-ben a Szent József plébániát az északkeletre fekvő Stari Osikra vitték át, ekkor építették fel az ottani Szent József templomot, melynek Budak ezután a filiája lett. A falunak 1857-ben 402, 1910-ben 367 lakosa volt. A trianoni békeszerződés előtt Lika-Korbava vármegye Gospići járásához tartozott. Ezt követően előbb a Szerb-Horvát-Szlovén Királyság, majd Jugoszlávia része lett. A falunak 2011-ben 147 lakosa volt.

## Lakosság
| Lakosság változása | Lakosság változása | Lakosság változása | Lakosság változása | Lakosság változása | Lakosság változása | Lakosság változása | Lakosság változása | Lakosság változása | Lakosság változása | Lakosság változása | Lakosság változása | Lakosság változása | Lakosság változása | Lakosság változása | Lakosság változása |
| ------------------ | ------------------ | ------------------ | ------------------ | ------------------ | ------------------ | ------------------ | ------------------ | ------------------ | ------------------ | ------------------ | ------------------ | ------------------ | ------------------ | ------------------ | ------------------ |
| 1857               | 1869               | 1880               | 1890               | 1900               | 1910               | 1921               | 1931               | 1948               | 1953               | 1961               | 1971               | 1981               | 1991               | 2001               | 2011               |
| 402                | 430                | 391                | 202                | 409                | 367                | 328                | 303                | 274                | 251                | 256                | 257                | 0                  | 0                  | 175                | 147                |

(1981-ben és 1991-ben lakosságát Lički Osikhoz számították.)

## Nevezetességei
Szent Márk tiszteletére szentelt kápolnája 2007-ben épült.